# Willie Hall (Schlagzeuger)

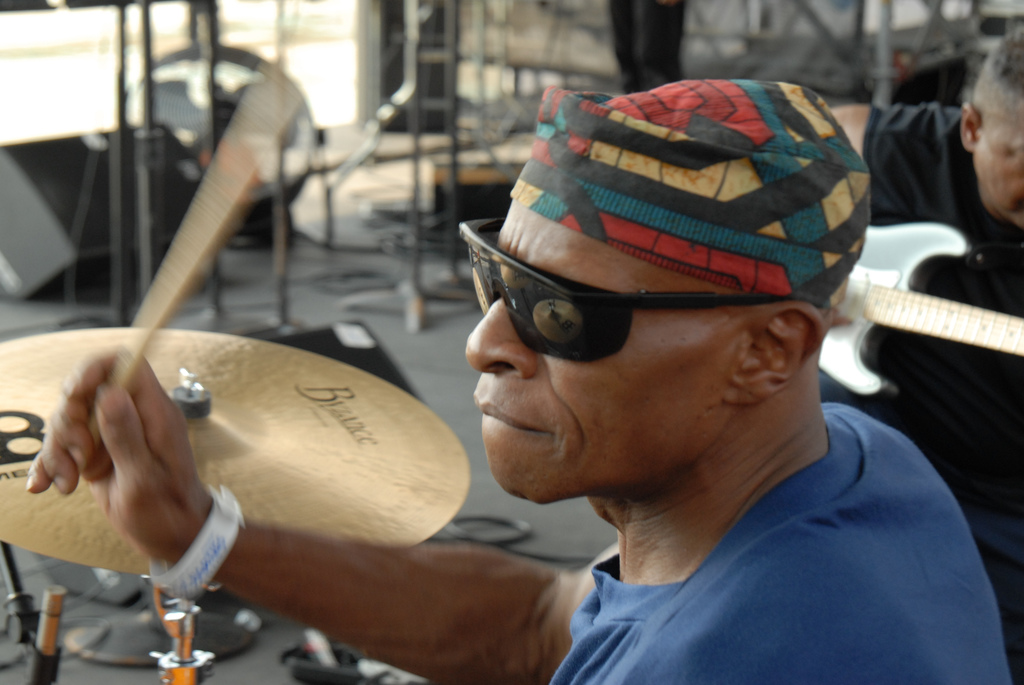
Willie Hall

Willie Clarence Hall (geboren am 8. August 1950) ist ein amerikanischer Schlagzeuger, der bekannt ist für seine Zusammenarbeit mit Isaac Hayes und als Mitglied der Blues Brothers.

## Biographie
Hall begann seine Karriere als Schlagzeuger 1965, während er noch auf der Highschool war. Er spielte mit den Bar-Kays und der Band von Isaac Hayes, „The Movement“. In den siebziger Jahren, als Teil des „Stax-Volt Recording Section“-Teams von 1968 bis 1977, spielte er auf Aufnahmen für dutzende von wichtigen Stax-Künstlern, wie The Emotions, Little Milton, Carla und Rufus Thomas, Johnnie Taylor, The Staple Singers, Albert King und Isaac Hayes. Hall produzierte das letzte Stax-Album von Hayes und spielte Percussion auf den Hayes-Alben Hot Buttered Soul, The Isaac Hayes Movement und Theme from Shaft.
1977 wurde Hall eingeladen, den im Jahr 1975 verstorbenen Schlagzeuger Al Jackson, Jr. von Booker T. & the M.G.’s zu ersetzen. Hall nahm mit der Gruppe das Album Universal Language auf, bevor sie sich offiziell auflöste. Zwei Jahre später wurde er Mitglied der Blues Brothers, gemeinsam mit Gitarrist Steve „The Colonel“ Cropper und Bassist Donald „Duck“ Dunn, was zu seinem Auftritt in dem Film The Blues Brothers und dessen Nachfolger Blues Brothers 2000 führte. Er trat auch, als er selbst, in dem Film Soul Men (2008) auf.
Hall spielte weltweite Tourneen und hat mit einer Vielzahl von Künstlern aufgenommen, wie The Blues Brothers, Steve Cropper, Cab Calloway, Aretha Franklin, Ray Charles, KC and the Sunshine Band, Bonnie Raitt, Earl Scruggs, Charlie Daniels Band, Todd Rundgren und Roger McGuinn. Er war außerdem Mitglied von The Bo-Keys, einer Band von hochrespektierten Musikern aus Memphis, inklusive des „Wah-wah“-Gitarrist von Isaac Hayes, Charles „Skip“ Pitts.
Hall ist der Vater des Rappers Gangsta Pat.